# 헤이샤노사우루스
헤이샤노사우루스(학명:Heishanosaurus pygmaeus)는 도마뱀아목에 이케초사우루스과에 속하는 도마뱀이다. 지금은 멸종된 종으로서 몸길이가 2~3m인 거대한 도마뱀에 속한다.

## 특징
헤이샤노사우루스(Heishanosaurus)는 중국 백악기 초기부터 멸종된 초리스토데레 파충류 속이다. 종류와 현재 유일하게 알려진 종은 헤이샤노사우루스 피그마우스다. 아시아에 초기 백악기의 다른 알려진 합창단보다 훨씬 원시적이고 많은 플레시오모르픽 문자를 보유하고 있어 특이하다. 유골은 두개골 탈골과 함께 제한된 두개골 후 유골도 같이 포함되어 있다. 두개골의 크기로 볼 때에 이 동물은 체니오제니스와 비슷한 길이 16cm 정도 될 것으로 보인다. 두개골은 케니오제니스, 쿠에룰로드라코, 네오코리스토테라에서와 같이 열려있는 하측 측두연골을 가지고 있지만 초기 백악기 아시아 "비신두리스토데란"의 대부분에서 닫힌다. 수륙양용으로 살아갔던 파충류로 강이나 호수와 같이 물이 있는 곳들과 육지에서도 같이 살 수가 있는 종이였다. 그로 인해 발은 물속으로 들어갈 때는 물갈퀴의 모습으로 변할 수가 있도록 진화하였다. 양턱에는 삼각형 모양을 가진 이빨들이 총 15~25개로 줄지어 나 있다. 활자 표본은 IVPP V25322, 25323, 25324 블록으로 대표되며 2003년 9월에 중국 랴오닝 성 헤이산 현 바다오하오 지역에서 샤하이 형성에 속하는 퇴적물에서 발견되었다. 샤하이 포메이션은 일반적으로 주포탕 포메이션과 겹치는 것으로 생각되며 주포탕 포메이션의 방사학적 연대를 근거로 하여 Aptian-Albian 시대가 불확실하다. 이 유골들은 블록 안에서 분리되어 있으며 마이크로 컴팩트 단층 촬영법을 사용하여 스캔되었다. 엄격한 합의체 위생학적 분석에서 그것은 케니오제니스보다 더 파생된 기저 맥락막(coristodere)으로 회복되었지만 신요리스토이드보다 더 원시적이거나 폐쇄적인 하측두뇌를 가진 다른 모든 아시아 초기 백악기 "비 신요리스토데란"을 포함하는 약하게 지지된 쇄골(newochoristoder)보다 더 원시적인 것으로서 비공식적으로 이름이 붙여졌다. 그는 공부한다. 헤이샤노사우루스는 훨씬 더 어린 나이에도 불구하고 후기 쥬라기 코에룰레오드라코와 함께 용종절제술로 회복되었다. 먹이로는 당대에 서식했던 물고기, 작은 동물, 절지동물, 공룡의 알을 주로 섭식했을 육식성의 도마뱀으로 추정되는 종이다.

## 생존시기와 서식지와 화석의 발견
헤이샤노사우루스가 생존하던 시그는 중생대의 백악기 초기로서 지금으로부터 1억 4550만년전~1억 2000만년전에 생존했었던 종이다. 생존했었던 시기에는 중국을 중심으로 하는 아시아의 강과 호수가 아우러진 산맥의 열대우림에서 주로 서식했었던 종이다. 화석의 발견은 2020년에 아시아의 백악기에 형성된 지층에서 아시아의 고생물학자들에 의해 처음으로 화석이 발견되어 새롭게 명명된 종이다.